# Citharexylum tetramerum
Citharexylum tetramerum là một loài thực vật có hoa trong họ Cỏ roi ngựa. Loài này được Brandegee mô tả khoa học đầu tiên năm 1909.